# Forchhammeria brevipes
Forchhammeria brevipes är en tvåhjärtbladig växtart som beskrevs av Ignatz Urban. Forchhammeria brevipes ingår i släktet Forchhammeria och familjen Stixaceae. Inga underarter finns listade i Catalogue of Life.